# Eria carinata
Eria carinata är en orkidéart som beskrevs av George Stacey Gibson. Eria carinata ingår i släktet Eria och familjen orkidéer. Inga underarter finns listade i Catalogue of Life.